# Науменки
Науменки — деревня в Тёмкинском районе Смоленской области России. Входит в состав Медведевского сельского поселения. Население — 12 жителей (2007 год). 
Расположена в восточной части области в 20 км к юго-западу от Тёмкина, в 13 км северо-восточнее автодороги Р132 Вязьма — Калуга — Тула — Рязань, на берегу реки Нахратовка. В 21 км северо-восточнее деревни расположена железнодорожная станция Тёмкино на линии Вязьма — Калуга. 

## История
В годы Великой Отечественной войны деревня была оккупирована гитлеровскими войсками в октябре 1941 года, освобождена в марте 1943 года.